# X-Factor (fumetto)
X-Factor è un gruppo di personaggi dei fumetti, pubblicati dalla Marvel Comics, che ha avuto negli anni varie formazioni. Il titolo è anche riconducibile a diverse serie che hanno presentato e presentano tutt'oggi le avventure di un'agenzia investigativa mutante.

## Prima serie
La prima serie prese il via nel febbraio 1986, ad opera di Bob Layton (testi) e Jackson Guice (disegni), e fino alla sua chiusura nel 1991 presentò un nucleo fisso di personaggi al quale se ne aggiunsero di nuovi che sarebbero diventati con il tempo co-protagonisti. Il team comprendeva i cinque originali X-Men:
- Angelo, alias Warren Worthington III
- Bestia, alias Henry "Hank" McCoy
- Ciclope, alias Scott Summers
- Marvel Girl, alias Jean Grey
- Uomo Ghiaccio, alias Robert "Bobby" Drake

### Storia del gruppo
Il gruppo, radunatosi grazie al ritorno in vita di Jean Grey, decide di portare avanti il sogno di Xavier, in quel periodo nello spazio in compagnia dei Predoni Stellari dopo aver lasciato la direzione della Scuola a Magneto. Sfruttando il patrimonio di Warren, i cinque fondano l'agenzia X-Factor che, agli occhi dell'opinione pubblica, si sarebbe occupata della cattura e del controllo dei mutanti mentre si sarebbe occupata della loro sicurezza ed addestramento nell'utilizzo responsabile dei propri poteri. Non potendo mostrarsi al pubblico con i loro poteri, i mutanti fondano anche il gruppo parallelo degli X-Terminator per agire senza restrizioni nei casi in cui i poteri sarebbero stati necessari.
Tra i primi mutanti tratti in salvo ci sono Firefist, alias Russel "Rusty" Collins, capace di controllare il fuoco, Arthur "Artie" Maddicks, piccolo mutante capace di proiettare immagini mentali, Skids, alias Sally Blevins, con la capacità di creare campi di forza intorno a sé, e Boom-Boom, alias Tabitha Smith, dotata del potere di provocare piccole esplosioni.
Le azioni degli X-Factor attirano le attenzioni della Freedom Force, squadra federale guidata da Mystica, incaricata di dare la caccia ai mutanti. Quando il team attacca gli X-Factor per arrestare Firefist, il ragazzo scappa nei tunnel della metropolitana, dove incontra i Morlock, gruppo di mutanti reietti auto-esiliatisi dalla società. Messisi alla ricerca del giovane, gli X-Factor si imbattono nei Marauders, una squadra di spietati assassini sguinzagliati da Sinistro con la missione di massacrare i Morlock. Gli X-Factor riescono a salvare diversi mutanti, ma Angelo viene gravemente ferito alle ali che, in seguito, verranno amputate. Questo trauma porta Warren ad entrare in depressione ed, in seguito all'esplosione del suo jet, viene creduto morto. In realtà, viene salvato da Apocalisse che ne modifica la fisiologia donandogli ali metalliche ed epidermide blu, per poi obbligarlo a servire come Morte, uno dei suoi Cavalieri.
Durante la maxi-saga Inferno, l'ex-moglie di Ciclope Madelyne Pryor infuriata ed amareggiata per come il marito aveva abbandonato lei ed il loro bambino, si trasforma nella Regina dei Goblin pianificando di sacrificare il piccolo per aprire un portale fra la loro dimensione e il reame infernale noto come Limbo. Dopo che venne rivelata la parte avuta da Sinistro nella nascita di Madelyne, ovvero tramite la clonazione dal DNA di Jean Grey, la donna non resse lo shock e si uccise, permettendo agli X-Men di salvare il mondo. Tuttavia, il piccolo Nathan venne infettato da un virus-tecnorganico e inviato nel futuro per guarire: tornò anni dopo nei panni dell'eroe Cable. Verso il termine della serie, durante la Saga del Re delle Ombre nel quale tutte le X-squadre si coalizzarono contro il Re delle Ombre, i membri di X-Factor rientrarono nelle file degli X-Men.

## Seconda serie
Ingaggiati lo scrittore Peter David e il disegnatore Larry Stroman, la Marvel ridette vita alla testata: nuove storie, nuovi membri e nuove alleanze mutanti si intrecciavano su uno sfondo tutto nuovo, quello governativo. Questa nuova incarnazione del team debuttò in X-Factor n. 71 (ottobre 1991) e fu la prima squadra di mutanti ad essere pagata per compiere il proprio dovere. Il team era composto da:
- Valerie Cooper, coordinatrice del team e tramite con i vertici del Pentagono
- Havok, alias Alexander "Alex" Summers
- Polaris, alias Lorna Dane
- Uomo Multiplo, alias James "Jamie" Madrox
- Forzuto, alias Guido Carosella
- Wolfsbane, alias Rahne Sinclair
- Quicksilver, alias Pietro Maximoff

Anche se non nota come gli altri albi del franchise legato agli X-Men, X-Factor seppe farsi notare anche grazie alla dose di humor e riferimenti colti che lo scrittore Peter David aggiungeva in ogni episodio e che contribuivano a sviluppare sia la psiche dei personaggi che il livello della serie. David e Stroman lasciarono nel 1993 ed al loro posto subentrarono J. M. DeMatteis (testi) e Jan Duursema (disegni) che imposero alla serie nuovi ritmi ed atmosfere, nonché nuovi personaggi come l'inventore mutante Forge, e diedero un ruolo più attivo a Valerie Cooper, che smessi i panni di tramite col governo e benché priva di poteri divenne un membro attivo del gruppo. Nel 1995, una serie di sventure calò sul gruppo dando il via alla stagione delle defezioni: Uomo Multiplo morì apparentemente di Legacy, virus che attaccava solamente individui con genoma mutante (in realtà, fu uno dei suoi doppi a farne le spese), Forzuto venne posto in animazione sospesa per via di un infarto causato dallo stress dovuto al funzionamento dei suoi poteri, Wolfsbane venne curata dalla sua ossessione amorosa per Havok e si trasferì nel team europeo Excalibur ed Havok abbandonò il team per infiltrarsi in un giro di terroristi.
Il nuovo scrittore John Francis Moore affiancato dal disegnatore Jeff Matsuda per svecchiare la testata introdusse nuovi personaggi come Mystica, Sabretooth, Shard e Wild Child affiancandoli a quelli rimasti dalla precedente gestione. Tuttavia neanche il cambio di atmosfere da quelle reali ed ironiche di David a quelle più serie e spionistiche dello scrittore Howard Mackie, servì ad attrarre il pubblico che andava via via diminuendo. Alcuni personaggi ritornarono brevemente nella serie come Uomo Multiplo e Forzuto, al quale Forge risolse il problema cardiaco, mentre altri l'abbandonarono con grandi colpi di scena: Mystica, Sabretooth e Wildchild; anche Forge, a capo del gruppo fin dalla defezione di Havok, abbandonò la squadra. Giunti verso la chiusura, nel 1997, la Marvel fece un ultimo tentativo per salvare la serie. Un nuovo team venne creato: Havok, Uomo Multiplo, Polaris, Shard ed altri personaggi secondari presi dalla X.S.E. (Xavier's Security Enforcers). Ma anche così non ci fu nulla da fare e la serie terminò con il n. 149, dove si assiste alla morte di Havok. Tuttavia, le trame iniziate con l'ultimo episodio di X-Factor continuarono nella mini-serie Mutant X (1998-2001), dove si scoprì che Havok venne trasportato in un universo alternativo dall'esplosione della macchina del tempo che lo aveva apparentemente ucciso.

## Terza serie
Per il rilancio della testata, la Marvel decise di affidarsi a Peter David (testi) e Pablo Raimondi (disegni) che utilizzarono la miniserie di cinque numeri Madrox (novembre 2004-marzo 2005) come prologo. Slegato il nome e gli intenti della serie da quelle di caccia-mutanti e governativa che furono in precedenza, David mise in piedi una serie umoristica dalle tinte noir imperniata sulle vicende della X-Factor Investigations, nota in precedenza come XXX Investigations e più tardi solamente come XF Investigations, agenzia investigativa fondata da Jamie Madrox, che prese il via ufficialmente con la decimazione a seguito del crossover House of M che coinvolse l'universo Marvel nel 2005. Ripresa la numerazione originale con il n. 200 (dicembre 2009), sommando le 149 uscite della prima serie più quelle della terza subito dopo la pubblicazione del n. 50 (ottobre 2009), al termine del crossover Avengers vs. X-Men X-Factor chiude definitivamente i battenti con il n. 262 (settembre 2013).
Approfittando dall'iniziativa Marvel NOW!, la testata viene rilanciata a partire dal gennaio 2014 come All-New X-Factor sempre per opera di David coadiuvato dal disegnatore Carmine Di Giandomenico.

### Archi narrativi
- Decimazione (Decimation). Uscito vincitore da un gioco a premi televisivo, Jamie Madrox assieme a Guido Carosella e Rahne Sinclaire aprono un'agenzia investigativa specializzata in casi riguardanti i mutanti. Dopo la Decimazione Siryn, M e Rictor vengono assunti come investigatori mentre la misteriosa Layla Miller si inserisce fra le file del gruppo per tenerli lontani dalla verità che si cela dietro il depotenziamento di quasi tutta la popolazione mutante. Accettato di difendere una cliente accusata dell'omicidio della sorella, Madrox richiede l'aiuto telepatico di M che pur scoprendo che l'assassino è un famoso attore difeso dalla rivale Indagini Singolari, non riesce a provare nulla; infuriata, la ragazza usa il suo potere per costringere l'uomo a confessare ossessionandolo con immagini della vittima. Allontanatasi dalla base, dopo il rifiuto di Rictor di accompagnarla a fare colazione, Siryn si dirige verso un bar quando un uomo chiaramente sotto controllo mentale la malmena lasciandola in fin di vita in un vicolo dove viene raccolta e torturata da un ex-mutante deciso a comprendere le cause dell'M-Day. Salvata da Rictor, grazie al segnalatore nella cintura, viene riportata alla base e curata mentre Layla viene riportata nell'orfanotrofio nel quale abitava dopo la morte dei suoi genitori. Decisa a riportare indietro la piccola, Wolfsbane convince Madrox ad accompagnarla ed entrambi sono testimoni delle percosse a cui è stata sottoposta da parte degli altri bambini e dopo un colloquio con la direttrice la riportano alla base. Rifiutata l'offerta di allearsi con la Indagini, il doppio di Madrox viene fatto volare giù dalla finestra del grattacielo mentre Siryn riceve la visita di Ciclope che la informa della morte del padre e del testamento in suo favore: benché triste, la ragazza si mostra sicura che il genitore tornerà in vita.
- Civil War. Sullo sfondo delle numerose battaglie fra gli schieramenti di Capitan America e Iron Man, l'intero gruppo si oppone pubblicamente all'Atto di registrazione dei superumani dopo una brutta esperienza vissuta da Madrox. Benché quasi tutti siano stati registrati all'epoca in cui erano alle dipendenze del governo, M e Rictor vengono forzati da un doppio di Madrox che lavora nello S.H.I.E.L.D.. Siryn, unica ad evitare di essere schedata, utilizza la sua voce ipnotica sull'Uomo Ragno facendosi rivelare la verità sull'M-Day e la Decimazione. Quando Ciclope e gli X-Men arrivano nel vicinato con l'intenzione di arrestare Quicksilver, trasferitosi a Mutant Town con lo scopo di utilizzare le Nebbie terrigene degli Inumani per ripotenziare i mutanti con esiti però disastrosi, X-Factor ne prende le distanze allontanandosi dall'influenza dello Xavier Institute.
- Eliminati (X'd Out). Qui si assiste alla scoperta che un membro della IS vuola abbandonarla perché coinvolta nella ricreazione del virus Legacy e si rivolge all'agenzia di Madrox, che Jamie ha iniziato un triangolo amoroso con Monet e Theresa, che Rictor declina l'offerta di Quicksilver di ripotenziarlo con le Nebbie, che Forzuto è sotto il controllo della IS ed uccide il loro cliente, che in passato Damian Tryp (presidente della IS) ha fatto visita ai genitori di Jamie per convincerli ad affidargli il figlio affermando che non fosse un mutante ma un "Changeling", alla rivelazione grazie alla telepatia di M che Guido fa il doppio-gioco essendo stato condizionato, all'infiltrazione del gruppo nella sede della IS per trovare le prove della creazione del Legacy, all'incontro con un vecchio Damian Tryp che afferma di venire dal futuro che racconta di come X-Factor sarà cruciale per far tornare i poteri ai mutanti e di come questi conquisteranno il mondo, alla decisione di un doppio di Madrox di farsi esplodere distruggendo la sede della IS ed all'incontro fra il vecchio Tryp e Layla che afferma che il risultato è sempre imprevedibile quando si scontrano due forze del caos come loro.
- Problemi multipli (Multiple Issues). Qui si assiste alla confessione di Madrox di essere andato a letto con Monet e Theresa, al perdono che la moglie del membro della IS elargisce a Forzuto, alla decisione delle ragazze di andare a fare shopping a Parigi per superare il tradimento, al rapimento di Madrox da parte dell'HYDRA ed al suo fallito condizionamento, all'arresto delle ragazze da parte della gendarmerie perché mutanti ed al loro ritorno in patria accompagnate da un'orfana di nome Nicole, alla decisione di Madrox di recuperare tutti i suoi doppi in giro per il mondo cominciando da un reverendo che ha messo su famiglia e che decide però di lasciare libero.
- Cellula-X (X-Cell). Qui si assiste al tentato omicidio del sottosegretario alla difesa rivendicato da Cellula-X, alla convocazione di Madrox da parte di Val Cooper per indagare sul caso, al ritorno di Monet e Theresa da Parigi accompagnate da Nicole, alla scoperta che la conoscenza del futuro di Layla viene alterata dalla presenza della ragazzina, alla proposta di Quicksilver di ripotenziare alcuni membri di Cellula-X: ovvero gli ex-mutanti Marrow, Callisto, Blob, Fatale, Mietitore, Abisso e del loro capo Elijah che accusano il governo di avergli rubato i poteri, allo scontro con X-Factor che si conclude quando i poteri riacquistati cominciano a disintegrare i loro corpi, alla fuga in un'altra dimensione grazie ad Abisso che crede così di fermare il deterioramento, all'estirpazione dei cristalli terrigeni dal corpo di Quicksilver ed alla sua fuga da Mutant Town.
- L'isolazionista (The Isolationist). Qui si assiste alla comparsa in scena dell'Isolazionista un essere umano capace di mimare i poteri di tutti i mutanti del mondo, della sua decisione di aiutare X-Factor a far conseguire ai mutanti la denominazione di "specie in via d'estinzione", all'inizio della relazione fra Rictor e Rahne, alla missione di recupero di due gemelli cantanti portata avanti da Siryn ed M ed al loro rapimento, al ritrovamento di un test di gravidanza nel bagno delle ragazze, allo stordimento di Layla perpetrato da Nicole ed all'occultamento del corpo nel fiume che scorre a Central Park, al rinvenimento della giovane fra le grinfie di Quicksilver ed alla conseguente fuga, alla scoperta di M che i loro rapitori e i gemelli da trovare lavorano per l'Isolazionista il cui vero obiettivo è uccidere i mutanti rimasti così da non essere tormentato dai loro poteri (soprattutto quelli psichici), alla distruzione di Nicole che si rivela essere LMD dotata di generatore di caos, allo scontro tra X-Factor e l'Isolazionista vinto grazie ai momentanei poteri di Rictor acquisiti con i cristalli terrigeni incastrati nel suo corpo (da quando li aveva tolti a Quicksilver) ed al ritorno del nemico in solitudine nella sua base al Polo.
- Messiah Complex. Coinvolto da Ciclope, uno dei doppi di Madrox viaggia ottant'anni nel futuro in compagnia di Layla Miller scoprendo così che tutti i mutanti saranno internati in campi di concentramento, mentre nel presente Forge rivela all'originale Madrox che coloro che invia nel futuro tramite la sua Sonda Cronale non possono più far ritorno. Dopo essere stati deportati all'interno di uno dei campi, i due scoprono che il mutante traditore fra le file degli X-Men altri non è se non Alfiere. Layla, dopo aver sottratto una granata ad una delle guardie, la applica al doppio di Jamie che esplodendo si ricongiunge con l'originale nel presente, lasciando la ragazza in un oscuro futuro.
- Divisi resistiamo (Divided We Stand). Il gruppo lacerato da contrasti interni e dalla decisione di Rahne di andarsene sembra più diviso che mai, fino a quando la minaccia di Arcade che trasforma l'intera Mutant Town in un letale luna park non li riunisce. Sconfitto Arcade, X-Factor declina l'offerta di lavoro di Valerie Cooper e, fatta esplodere la sede newyorkese, si trasferisce a Detroit. Venuto a conoscenza della gravidanza di Siryn, Madrox decide di farle lasciare temporaneamente il lavoro investigativo ed assegnarle il compito di tramite fra l'agenzia e i clienti. All'insaputa di tutti, Madrox viene ricattato da Val che continua ad assegnargli casi da risolvere.
- Secret Invasion. Giunto a Detroit, Darwin chiede aiuto a Longshot (tornato su Terra-616 a seguito degli avvenimenti narrati nel crossover X-Men: Die by The Sword, svoltosi fra Exiles e New Excalibur) per riuscire a rintracciare il Professor Xavier ed aiutarlo nella ricerca dei suoi ricordi. Tuttavia, non ancora certo del corretto funzionamento dei suoi poteri, Longshot decide di testarli su un gruppo di persone che immediatamente si rivoltano contro Darwin scatenando una rissa. Nel frattempo, X-Factor viene ingaggiata dal padre di Armando che, sentendosi in colpa per aver abbandonato lui e sua madre tempo addietro, vorrebbe riallacciare i rapporti col figlio. Madrox, Monet e Forzuto vengono inviati sul campo, mentre dall'altra parte della città She-Hulk e Jazinda rintracciano Longshot e lo costringono a svelare la sua identità di Skrull: tentava di convincere Darwin ad unirsi all'armata che stava sopraffacendo gli eroi della Terra poiché lo credeva l'anello evolutivo mancante fra la razza umana e quella Skrull. Dopo un inevitabile combattimento She-Hulk riesce a catturare l'alieno e, avvertendo X-Factor di non mettersi più sulla sua strada, si dirige a NYC.
- Progetto Karma. Qui si assiste alla scoperta che Darwin è stato fatto prigioniero dal Progetto Karma, al ritrovamento del corpo del padre in stato comatoso dopo che gli hanno sparato in testa, all'arrivo del vero Longshot presso la sede della XF Investigations ed al suo reindirizzamento in ospedale per aiutare Madrox ed M coinvolti nelle indagini della polizia, al fallito tentativo di fuga di Darwin non appena scopre che l'obiettivo della sua cattura è cercare di replicare il suo potere su cavie umane, all'utilizzo della psicometria di Longshot che porta il gruppo ad un magazzino abbandonato che viene però fatto esplodere, all'incontro fra Val Cooper e Theresa ed alla rivelazione che i casi risolti dall'agenzia erano stati affidati loro dal governo con lo scopo di proteggere i mutanti, allo scontro fra X-Factor e i cloni di Darwin risoltosi grazie ad un compromesso fra Madrox ed il capo del Progetto Karma che porta alla liberazione di Darwin, alla rottura delle acque di Theresa ed al ferimento di Val Cooper.
- Passato, presente e futuro. Qui si assiste al parto di Theresa, alla nascita di Sean, al suo riassorbimento nel corpo di Madrox scoprendo che si tratta di un doppio penetrato nell'utero della ragazza la cui mente ha reagito dando vita ad una gravidanza isterica, alla decisione di Madrox di abbandonare il gruppo suicidandosi nella chiesa di un suo doppio di nome John Maddox, al tentativo di fermarlo di Layla Miller che lo trasporta con sé nel futuro, alla sorveglianza di una cliente che crede di essere seguita da parte dell'agenzia ora guidata da Theresa, all'indagine di Forzuto e Rictor su padre Maddox per sapere dove sia Madrox che viene interrotta dall'arrivo di un misterioso guerriero rivelatosi poi Shatterstar sotto il controllo di "Cortex", al bacio fra Shatterstar e Rictor, al tentativo di omicidio della cliente da parte della madre che poco prima di essere fermata mormora "Cortex", all'incontro nel futuro di Madrox con Ciclope, Ruby, Trevor Fitzroy e gli altri membri della Ribellione Summers, al bacio fra Madrox e Layla, all'inizio dell'indagine di Madrox su come prevenire le alterazioni del passato impedendo che i membri della Ribellione scompaiano perché vengono uccisi i loro antenati, alla visita in ospedale che Siryn e Monet fanno alla madre della cliente che risulta in un contagio mentale della seconda quando cerca di sondarle la mente, allo scoperta che Monet viene controllata da Cortex che la obbliga a combattere contro Darwin e Siryn venendo però interrotti dall'arrivo di Sentinelle Omega dal futuro, alla decisione di Madrox di chiedere aiuto a Destino per la sua conoscenza dei viaggi nel tempo scoprendo così che questi conosceva già Layla, alla rivelazione che Cortex è l'altro doppio di Madrox inviato nel futuro durante Messiah Complex evolutosi dopo innumerevoli torture e adesso al servizio di Mr. Falcone consigliere del presidente degli Stati Uniti nel futuro in cui si svolge la Ribellione Summers, alla scoperta che benché Falcone sia il volto pubblico della repressione anti-mutante alle sue spalle si trova il vecchio Damian Tryp che ha nutrito il suo odio verso i mutanti perché colpevoli di aver ucciso i suoi genitori, alla spiegazione di cosa siano i "doomlock" che Cortex utilizza: congegni che rendono una persona in grado di alterare il passato senza creare una linea temporale parallela ma facendo sì che le sue azioni abbiano ripercussione sulla propria linea, alla liberazione dal controllo mentale di Monet ed all'arrivo di Forzuto, Rictor e Shatter per dare manforte alle due ragazze contro Cortex e le Sentinelle che vengono però rispediti nel futuro quando Destino attiva la macchina del tempo che ha costruito al quartier generale della Ribellione, all'inizio dell'attacco contro i ribelli guidato dallo stesso Falcone, all'ordine di Destino a Cortex di uccidere tutti i mutanti svelando così la sua complicità con Falcone e Tryp, allo scontro nel futuro fra i ribelli e un tipo di Sentinella capace di aprire portali verso l'ignoto in cui risucchiare i mutanti per farli scomparire dalla faccia della Terra, all'omicidio di Fitzroy per mano di Cortex, alla scoperta che il vero potere di Layla è quello di riportare in vita i morti (a discapito della loro anima) tramite il quale ridona la vita a Fitzroy che apre un portale temporale risucchiando Cortex e la Sentinella su cui si trovava a bordo Falcone che si schianta nel passato uccidendo i suoi genitori, al ritorno nel presente di Madrox alla sede della XF Investigations mentre Layla torna nel passato facendo visita a se stessa ai tempi in cui ancora abitava all'orfanotrofio raccontandole tutta la sua storia fino a quel momento e utilizzando un congegno le "inietta" tutte le informazioni che è riuscita a raccogliere più altre riguardanti eventi futuri.
- La Donna invisibile è scomparsa! (The Invisible Woman Has Vanished!). Qui si assiste all'omicidio di un uomo in un cimitero della Latveria da parte di Mr. Fantastic dopo che l'aveva aiutato a seppellire una bara, all'assunzione della XF Investigations (ritornata a NYC con sede in un obitorio e guidata nuovamente da Madrox) da parte di Franklin e Valeria Richards preoccupati per la scomparsa della madre e sicuri che il loro padre c'entri in qualche modo, alla decisione di Siryn di andare in Irlanda per un periodo di tempo, all'interrogatorio di Mr. Fantastic condotto da Madrox mentre Forzuto e poi Shatterstar si scontrano con la Cosa dando modo ad uno dei doppi di reperire un oggetto della Donna invisibile, all'annuncio di Val Cooper a Monet che suo padre è stato rapito, all'uso della telemetria di Longshot sulla forcina recuperata dal doppio che gli permette di "vedere" il viaggio di Sue fino in Latveria scoprendo che anche Layla si trova lì, alla fuga di Franklin e Val dalle grinfie del padre che ha tentato di ucciderli cercando la protezione di Forzuto, al viaggio di Madrox, Darwin, Rictor, Shatterstar, M, e la Cosa in Latveria, al ritrovamento del vero Mr. Fantastic in una bara sepolta nel cimitero, all'assalto al castello di Destino da parte di Shatterstar e la Cosa mentre M trova Sue e la libera dalla prigione psichica in cui era rinchiusa, alla scoperta che il Mr. Fantastic che si trova a NYC è il Destino di un'altra realtà che ha preso il corpo di Reed chiedendo l'aiuto di Destino di Terra-616 e che questi aveva rapito la Donna invisibile per impedirgli di "metterle le mani sopra", all'incontro fra i membri di X-Factor e Layla all'interno del castello nel quale viene ospitata, al ritorno a NYC del gruppo che interrompe la battaglia fra il falso Reed e Forzuto quando il portale aperto da Shatterstar (e mantenuto tale grazie alla sua concentrazione) collassa su se stesso mozzando la testa del nemico dopo che Layla lo ha distratto con un bacio facendo in modo che i due rimangano a Latveria.
- Secondo avvento (Second Coming). Ritrovandosi ad un punto morto ogni volta che elabora una simulazione allo scopo di trovare la perfetta strategia per eliminare X-Factor entro i confini di NYC senza l'intervento di altri supereroi, il colonnello Moran della Divisione Risposta Mutante prende per buona la parola di Bolivar Trask quando afferma che l'agenzia investigativa fornisce informazioni agli X-Men compiendo così un atto di complicità terroristica. Utilizzando il piano propostogli da uno dei sottoposti, decide quindi di ingaggiare l'Uomo Assorbente per commissionare ad X-Factor il pedinamento di sua moglie perché convinto che lo tradisca. Seguita la donna, il gruppo composto da Madrox, Rictor e Longshot si apposta all'esterno della casa dove la donna si è diretta venendo sterminato dalla DRM che, nel frattempo in Sud America, stordisce e mette fuori combattimento Forzuto e il Barone Mordo che lo aveva imprigionato con un sortilegio per essersi avvicinato alla caverna dove teneva rinchiusa M per succhiarne le energie. Ripresosi, Forzuto con l'aiuto di Mordo sbaraglia gli agenti DRM e si rifugiano all'interno della caverna. All'aeroporto di Dublino, intanto, solo l'intervento inaspettato di Layla Miller e Shatterstar salva Banshee dall'esecuzione che il DRM ha in programma per lei mentre a NYC Darwin appare improvvisamente davanti a Rictor spiegandogli che il suo potere lo aveva fatto allontanare dalla macchina nei pressi della casa in cui era stata tesa loro la trappola e che il piano architettato da Madrox (dopo aver fatto prendere in mano a Longshot i soldi che l'Uomo Assorbente offriva loro e scoperto con la psicometria il piano che progettava il DRM) aveva funzionato. Stretto un patto con Mordo per ritornare a NYC in cambio della sua energia vitale, M, suo padre e Forzuto ritornano alla base temporanea di X-Factor in contemporanea con l'arrivo di Layla, Banshee e Shatterstar e all'inizio dello scontro con il DRM. Sbaragliate le forze avversarie, Madrox ordina ad M di infiltrarsi nella mente di Trask interrompendo così il collegamento con Bastion; non volendo più sottostare agli ordini dell'androide, Trask si suicida facendo terminare l'operazione.

### Formazione
| Numeri  | Personaggi |
| ------- | --- |
| 1-7     | Forzuto, M, Layla Miller, Rictor, Theresa Rourke-Cassidy (Siryn), Uomo Multiplo, Wolfsbane                                     |
| 8-24    | Forzuto, M, Layla Miller, Quicksilver, Rictor, Siryn, Uomo Multiplo, Wolfsbane                                                 |
| 25-27   | crossover Messiah Complex |
| 28-32   | Forzuto, M, Rictor, Siryn, Uomo Multiplo                                                                                       |
| 33-39   | Darwin, Forzuto, Longshot, M, Rictor, Siryn, Uomo Multiplo                                                                     |
| 40-42   | Darwin, Forzuto, Longshot, M, Layla Miller, Rictor, Siryn, Ruby Summers, Uomo Multiplo                                         |
| 43-50   | Darwin, Forzuto, Longshot, M, Layla Miller, Rictor, Shatterstar, Siryn, Ruby Summers, Uomo Multiplo                            |
| 200-207 | Darwin, Forzuto, Longshot, M, Layla Miller, Rictor, Shatterstar, Siryn, Uomo Multiplo                                          |
| 208-213 | Theresa Rourke-Cassidy (Banshee II), Darwin, Forzuto, Longshot, M, Layla Miller, Rictor, Shatterstar, Wolfsbane, Uomo Multiplo |
| 214     | Darwin |
| 215-    | Banshee II, Forzuto, Longshot, M, Layla Miller, Rictor, Shatterstar, Wolfsbane, Uomo Multiplo                                  |

## All-New X-Factor
Una quarta serie è stata creata nel 2014-2015, dove il proprietario delle Serval Industries, Harrison Snow, ha l'idea di creare un supergruppo per pubblicizzare le sue industrie. Quindi ha comprato X-Factor da Uomo Multiplo, più qualche arma come Il Guanto di Layla Miller.
A questo gruppo fanno parte:
- Polaris alias Lorna Dane e leader della squadra
- Gambit ovvero Remy Lebeau
- Quicksilver alias Pietro Maximoff (entra nel gruppo come spia dei Vendicatori, anche se dopo li pianta in asso)
- Cypher alias Doug Ramsey
- Danger
- Warlock dei Tecnarchi